# Densité du bois
Pour les articles homonymes, voir Densité (homonymie).
La densité du bois, grandeur sans dimension correspond pour une essence donnée, au rapport de la masse du bois à la masse d'eau occupant le même volume (autrement dit c'est le rapport entre la masse volumique du bois et {\displaystyle \rho _{\rm {eau}}}, la masse volumique de l'eau à 4 °C). Un intérêt pratique de cette donnée est qu'en première approximation, un bois qui flotte a une densité inférieure à un, s'il coule sa densité est supérieure à 1. Perpétuant l'usage ancien, la densité du bois dans la littérature moderne est encore souvent exprimée par la masse volumique. La masse volumique (la densité absolue) du bois est le rapport de sa masse à son volume, généralement exprimée en kilogramme par mètre cube.   
La densité du bois étant dépendante de son humidité, il est possible de dégager les notions suivantes :   
- densité anhydre[2], c'est-à-dire la densité du bois lorsqu'il est déshydraté (par exemple à l'étuve)
- densité à l'état sec à l'air[3], c'est-à-dire la densité du bois lorsqu'il est en équilibre avec les conditions atmosphériques et Hygrométriques ambiantes[4], par convention un taux d'humidité de 12 %
- densité à l'état vert[5]  : densité du bois lorsqu'il est à l'état vert ou saturé.

La masse volumique doit donc être donnée relativement à une teneur en humidité.La densité du bois est corrélée à plusieurs caractéristiques physiques ou technologiques du bois dont la dureté, la résistance mécanique, différentes propriétés acoustiques,, thermiques et calorifiques, la flottabilité du bois. La densité du bois influence aussi le coût du transport des grumes et des bois sciés, le prix d’achat du bois au poids, le rendement en pâte. Elle est enfin un facteur clé pour l’évaluation de la biomasse forestière et de la bioénergie.  
En principe la teneur en eau augmente avec la diminution de la densité du bois.   

## Densité de la lignocellulose
La densité de la paroi cellulaire, constituée de cellulose, lignine et hémicellulose (collectivement appelés lignocellulose), indifférente de l'essence de l'arbre, est d’environ 1 500 kg/m3 (soit une densité de 1,5). Les essences ont des densités différentes parce qu'elles ont des porosités différentes,. Le bois peut se concevoir conceptuellement comme une combinaison de matière fixe, les parois cellulaires et de vides plus ou moins remplis d'eau.  

## Densité anhydre du bois
Le bois contient également des quantités mesurables d'extractifs organiques tels que des terpènes, des résines et des polyphénols tels que des tanins, des sucres et des huiles; aussi des composés inorganiques tels que les silicates, les carbonates et les phosphates qui apparaissent dans le bois comme des infiltrats et produisent des cendres lorsque la substance du bois est décomposée. Ensemble, la quantité de cendres et d'extractifs va affecter le poids du bois différemment selon les essences. L'iroko par exemple contient 2,35 % de substances minérales.
La densité anhydre (en anglais, oven-dry density) est la densité basée sur le poids et le volume du bois lorsqu'il est déshydraté au four. Ce bois ne contient que de la lignocellulose (dans les faits aussi quelques extractifs et substances minérales) et de l'air. On peut à partir du bois anhydre déterminer proportion d'espace rempli d'air dans le bois. Considérant un bois ayant une densité anhydre de 500 kg/m3 (densité absolue, masse volumique), un mètre cube d'un tel bois contiendrait 500 kg de lignocellulose dont la densité est d'environ 1 500 kg/m3. Cela signifie que les substances ligneuses n'occupent que 0,33 m3. Le 0,66 m3 restant étant de l'air, soit deux tiers du volume,. Ce calcul met l'accent sur la porosité de la plupart des bois secs.

## Densité, densités
Il existe plusieurs standards pour compter la densité, qui ne vont pas donner des résultats identiques,, et souvent les scientifiques eux-mêmes subissent une certaine confusion dans les systèmes utilisés. Par définition, {\displaystyle d=}{\displaystyle \rho _{\rm {bois}}}/{\displaystyle \rho _{\rm {eau}}}, et en première approximation un bois flotte s'il a une densité inférieure à un, il coule si sa densité est supérieure à un. Le balsa flotte alors que le gaïac coule.
Suit une compilation de densités de quelques essences européennes relevées au XIXe siècle ; le bois est desséché à l'air (humidité de 20 % à 25 %) . Il ne faut pas accorder une valeur absolue à chacun des chiffres, mais le tableau permet un classement des essences suivant leur densité (dixit l'auteur) :
| Essence                    | Densité sec à l'air |
| -------------------------- | ------------------- |
| Ébène                      | 1,100               |
| Chêne tauzin               | 0,999               |
| Sorbier domestique         | 0,972               |
| Micocoulier                | 0,950               |
| Cornouiller mâle           | 0,945               |
| Olivier                    | 0,940               |
| Buis                       | 0,935               |
| Chêne rouvre               | 0,780               |
| Prunier, néflier, cerisier | 0,750               |
| Chêne pédonculé            | 0,715               |
| Érable champêtre           | 0,702               |
| Sorbier des oiseleurs      | 0,700               |
| Charme                     | 0,700               |
| Robinier                   | 0,700               |
| Platane                    | 0,680               |
| Hêtre                      | 0,680               |
| Frêne                      | 0,670               |

| Essence           | densité sec à l'air |
| ----------------- | ------------------- |
| Érable sycomore   | 0,655               |
| Alisier torminal  | 0,655               |
| Orme              | 0,655               |
| Châtaignier       | 0,648               |
| Bouleau           | 0,607               |
| Acajou d'Afrique  | 0.570               |
| Pin Sylvestre     | 0,540               |
| Saule marsault    | 0,535               |
| Aulne commun      | 0,534               |
| Mélèze            | 0,530               |
| Peuplier blanc    | 0,515               |
| Tilleul           | 0,500               |
| Sapin commun      | 0,496               |
| Cèdre             | 0,494               |
| Épicéa            | 0,460               |
| Tremble           | 0,459               |
| Peuplier d'Italie | 0,390               |

La méthode habituelle consiste pour calculer la densité consiste à peser une pièce de bois et calculer son volume. La plus simple, employée par tous les cultivateurs consiste à équarrir un morceau de bois de telle manière que le volume soit facilement calculable.
Duhamel, Pieter van Musschenbroek, Cossigny, Varennes de Fenilles, au XVIIIe siècle ont réalisé des recherches sur la densité. La méthode employée par Musschenbroek pour calculer la densité consiste à enduire un morceau de bois d'une légère et fine couche de résine qui le rend imperméable à l'eau ; il est ensuite pesé à l'air puis totalement immergé dans l'eau. Le principe d'Archimède permet de calculer simplement le volume du morceau : l'écart de poids entre les deux mesures correspond au poids du volume d'eau déplacé, qui est aussi le volume du morceau de bois.
Par exemple, si un morceau de chêne fraîchement coupé pèse à l'air 1 927 grammes, et 250 grammes plongé dans l'eau : la différence (1 687 grammes) est la masse du volume d'eau déplacée (c'est-à-dire de 1 687 cm3 puisque la masse volumique de l'eau est de 1). On obtient une masse volumique égale à 1 927/1 687, soit 1,142 g/cm3 (ou 1 142 kg/m3). La densité obtenue est de même valeur numérique, soit 1,142.  Si le bois est plus léger que l'eau et qu'il surnage, il faut placer une poulie au fond du vase, attacher le bois à un fil passé dans la poulie, et attacher l'autre bout du fil à un plateau de balance afin de déterminer le poids nécessaire pour submerger le bois.
Quelques densités données par Jean-Henri Hassenfratz en 1804 :
| Essence                  | Nom scientifique              | Densité sec à l'air |
| ------------------------ | ----------------------------- | ------------------- |
| Abricotier               | Prunus armeniaca              | 0,790               |
| Acacia à trois épines    | Gleditsia triacanthos         | 0,676               |
| Alizier commun           | Sorbus torminalis             | 0,879               |
| Allier                   | Sorbus aria                   | 0,739               |
| Amandier                 | Prunus dulcis                 | 1,102               |
| Arbre de Judée           | Cercis siliquastrum           | 0,686               |
| Aune commun              | Alnus glutinosa               | 0,655               |
| Bois de Sainte Lucie     | Prunus mahaleb                | 0,865               |
| Bouleau commun           | Betula pubescens              | 0,702               |
| Bouleau blanc à merisier | Betula lenta                  | 0,570               |
| Boulinet                 |                               | 0,785               |
| Buis de Mahon            | Buxus balearica               | 0,919               |
| Catalpa                  | Catalpa                       | 0,467               |
| Cèdre du Liban           | Cedrus libani                 | 0,603               |
| Cerisier                 | Prunus (Cerasus)              | 0,741               |
| Charme commun            | Carpinus betulus              | 0,760               |
| Châtaignier              | Castanea                      | 0,685               |
| Chêne commun ou mâle     | Quercus petraea               | 0,905               |
| Chêne blanc du Canada    | Quercus alba                  | 0,812               |
| Chêne de Bourgogne       | Quercus cerris                | 0,764               |
| Chêne rouge de Virginie  | Quercus rubra                 | 0,587               |
| Chêne verd               | Quercus ilex                  | 0,994               |
| Cormier ordinaire        | Sorbus domestica              | 0,910               |
| Cyprès commun pyramidal  | Cupressus sempervirens        | 0,656               |
| Cyprès étalé             | Cupressus sempervirens        | 0,470               |
| Cytise des Alpes         | Laburnum alpinum              | 0,933               |
| Ébénier des alpes        | Laburnum alpinum              | 1,054               |
| Érable de Virginie       | Acer saccharinum              | 0,619               |
| Érable duret             | Acer opalus                   | 0,753               |
| Érable commun            | Acer campestre                | 0,755               |
| Érable de Montpellier    | Acer monspessulanum           | 0,730               |
| Érable jaspé             | Acer pensylvanicum            | 0,555               |
| Faux-acacia              | Robinia pseudoacacia          | 0,791               |
| Févier sans épine        | Gleditsia triacanthow inermis | 0,780               |
| Frêne commun             | Fraxinus excelsior            | 0,787               |
| Genévrier d'Espagne      | Juniperus thurifera           | 0,584               |
| Hêtre commun             | Fagus sylvatica               | 0,720               |
| Hypreau                  | Populus alba                  | 0,556               |
| If                       | Taxus                         | 0,778               |
| Laurier franc            | Laurus nobilis                | 0,695               |
| Laurier cerise           | Prunus laurocerasus           | 0,822               |
| Liège et bois            | Quercus suber L.              | 1,212               |
| Lilas des Indes          |                               | 1,009               |
| Liquidambar              | Liquidambar                   | 0,720               |
| Marronnier d'Inde        | Aesculus hippocastanum        | 0,657               |
| Marsault                 | Salix caprea                  | 0,594               |
| Mélèze commun            | Larix decidua                 | 0,656               |
| Mersisier commun         | Prunus avium                  | 0,714               |
| Micocoulier occidental   | Celtis occidentalis           | 1,003               |
| Mûrier blanc             | Morus alba                    | 0,755               |
| Mûrier du Canada         | Morus rubra                   | 0,893               |
| Mûrier noir              | Morus nigra                   | 0,674               |
| Mûrier de la Chine       | Broussonetia papyrifera       | 0,660               |
| Noyer commun             | Juglans regia                 | 0,656               |
| Noyer noir de Virginie   | Juglans nigra                 | 0,827               |
| Orme commun              | Ulmus minor                   | 0,700               |
| Pêcher                   | Prunus persica                | 0,749               |
| Peuplier blanc           | Populus alba                  | 0,630               |
| Peuplier noir            | Populus nigra                 | 0,478               |
| Peuplier d'Italie        | Populus nigra var. italica    | 0,398               |
| Peuplier de la Caroline  | Populus ×canadensis           | 0,420               |
| Liard                    | Populus deltoides             | 0,534               |
| Pin sauvage              | Pinus mugo                    | 0,621               |
| Pin d’Écosse             | Pinus sylvestris              | 0,569               |
| Pin blanc                |                               | 0,680               |
| Pin cultivé              |                               | 0,570               |
| Plane                    | Acer platanoides              | 0,623               |
| Platane d'Orient         | Platanus orientalis           | 0,540               |
| Platane d'Occident       | Platanus occidentalis         | 0,720               |
| Poirier sauvage          | Pyrus pyraster                | 0,706               |
| Pommier                  | Malus                         | 0,736               |
| Prunier                  | Prunus domestica L.           | 0,762               |
| Prunier de Virginie      | Prunus virginiana             | 0,866               |
| Ptéléa                   | Ptelea trifoliata             | 0,638               |
| Sapin argenté            | Abies alba                    | 0,487               |
| Sapin Picéa              | Picea                         | 0,498               |
| Salsafras                | Sassafras                     | 0,643               |
| Saule commun             | Salix alba                    | 0,449               |
| Saule de Babylone        | Salix babylonica              | 0,508               |
| Sycomore commun          | Ficus sycomorus               | 0,676               |
| Sorbier des oiseaux      | Sorbus aucuparia              | 0,739               |
| Tilleul commun           | Tilia ×europaea L.            | 0,549               |
| Tremble                  | Populus tremula               | 0,527               |
| Tulipier                 |                               | 0,477               |
| Vernis du Japon          | Toxicodendron vernicifluum    | 0,820               |

### Densité des forestiers
Il arrive qu'en première approximation simplificatrice, les forestiers comptent pour un bois frais ou ressuyé, une tonne par mètre cube de bois quelle que soit l'essence (ce qui suppose que les bois légers, plus poreux contiennent plus d'eau).

### Densité à 12% MC
La densité à 12 % d'humidité est la norme de mesure la plus courante pour presque tous les essais de bois effectués dans le monde. Une teneur en humidité de 12 % est atteinte lorsqu'un échantillon de bois a atteint un degré d'humidité d'équilibre, ou équilibre hygrométrique (en anglais : EMC soit Equilibrium moisture content) avec l'air ambiant à une température de 70 °F  (environ 21 °C), et une humidité relative d'environ 65 %. L'entreposage du bois dans des zones où l'humidité relative est inférieure à celle-ci se traduira par une teneur en humidité inférieure, et donc une densité correspondante plus faible. Le balsa a une densité de 0,15 (12 % MC), le gaïac une densité de 1,26 (12 % MC), et celle de Quercus virginiana est proche de 1 (12 % MC). Acacia peuce (en), un bois très dense a une densité de 1,43 (12 % MC). La densité peut varier, généralement de plus ou moins 10 % par rapport à la densité moyenne.
Les bois ont des masses volumiques comprises entre 80 kg/m3 (minimum pour le balsa) et 1 400 kg/m3 (maximum pour le Guaiacum officinale). La plupart des essences commerciales ont une densité comprise entre 350 kg/m3 et 800 kg/m3.

### Densité basale
La densité basale ou masse volumique basale, ou infradensité (en anglais basic density)  est le rapport entre la masse anhydre et son volume à l'état saturé, exprimée en kilogramme par mètre cube ou en livres/pied cube (unités anglaises).

### Densité SG
Les densités SG (specific gravity ou wood specific gravity, WSG) sont basées sur la masse anhydre du bois (étuvé à 101 - 105 °C). Chaque SG utilise deux états de teneur en humidité, un pour la masse et un pour le volume. La masse anhydre étant utilisée dans le numérateur de toutes les normes SG, seul l'état du volume change. {\displaystyle \rho _{\rm {eau}}} est la masse volumique de l'eau. Ces mesures de gravité ont été créées par les forestiers pour faciliter les comparaisons entre espèces. On distingue :
- Basic SG: masse anhydre / volume vert / {\displaystyle \rho _{\rm {eau}}} ;
- Air dry SG : masse anhydre / volume sec à l'air, à un taux d'humidité particulier/ {\displaystyle \rho _{\rm {eau}}} ;
- Oven dry SG: masse anhydre / volume anhydre / {\displaystyle \rho _{\rm {eau}}}.

Strictement parlant du point de vue de la physique, seul le SG anhydre est une véritable densité où la masse et le volume sont déterminés avec du bois dans le même état.
La densité SG est selon une définition équivalente, le rapport entre la masse d'un échantillon de bois anhydre et la masse d'un volume d'eau égal au volume de cet échantillon à un degré d'humidité qui doit être précisé, par exemple : à l'état vert, ou sec à l'air, ou anhydre. 
Un échantillon est prélevé à la tarière de Pressler ; en laboratoire, pour une mesure à l'état vert, il est placé dans l'eau pendant ½ heure pour assurer un gonflement adéquat. La masse volumique de l’échantillon est mesurée par pesage (analyse gravimétrique) et pour le volume par simple calcul en assumant que l'échantillon est cylindrique; une sorte de balance hydrostatique peut être aussi employée. L'échantillon est ensuite séché et mesuré.

#### Pour le bois, relation entre densité, humidité et masse volumique
Comme la densité dépend du volume du bois, le retrait doit être pris en compte lors de la détermination de la densité en dessous du point de saturation des fibres. Des équations et des tableaux ont été mis au point pour déterminer la masse volumique à n'importe quelle teneur en humidité et densité,.

#### Densité SG et propriétés physiques tabulées de quelques essences américaines
Les tableaux suivants présentent les propriétés mécaniques des essences de bois et de bois d'œuvre, y compris le bambou. 
Propriétés du bois, : 
| Nom commun                           | Common name                | Nom scientifique                     | Teneur en humidité | Densité SG | Résistance à la compression (MPa) | Résistance à la flexion (MPa) |
| Aulne rouge                          | Red Alder                  | Alnus rubra                          | Vert               | 0,370      | 20.4                              | 45                            |
| Aulne rouge                          |                            | Alnus rubra                          | 12.00%             | 0,410      | 40.1                              | 68                            |
| Frêne noir                           | Black Ash                  | Fraxinus nigra                       | Vert               | 0,450      | 15.9                              | 41                            |
| Frêne noir                           |                            | Fraxinus nigra                       | 12.00%             | 0,490      | 41.2                              | 87                            |
| Frêne bleu                           | Blue Ash                   | Fraxinus quadrangulata               | Vert               | 0,530      | 24.8                              | 66                            |
| Frêne noir                           |                            | Fraxinus quadrangulata               | 12.00%             | 0,580      | 48.1                              | 95                            |
| Frêne rouge                          | Vert Ash                   | Fraxinus pennsylvanica               | Vert               | 0,530      | 29                                | 66                            |
| Frêne rouge                          |                            | Fraxinus pennsylvanica               | 12.00%             | 0,560      | 48.8                              | 97                            |
| Frêne de l’Oregon                    | Oregon Ash                 | Fraxinus latifolia                   | Vert               | 0,500      | 24.2                              | 52                            |
| Frêne de l’Oregon                    |                            | Fraxinus latifolia                   | 12.00%             | 0,550      | 41.6                              | 88                            |
| Frêne blanc                          | White Ash                  | Fraxinus americana                   | Vert               | 0,550      | 27.5                              | 66                            |
| Frêne blanc                          |                            | Fraxinus americana                   | 12.00%             | 0,600      | 51.1                              | 103                           |
| Peuplier à grandes dents             | Bigtooth Aspen             | Populus grandidentata                | Vert               | 0,360      | 17.2                              | 37                            |
| Peuplier à grandes dents             |                            | Populus grandidentata                | 12.00%             | 0,390      | 36.5                              | 63                            |
| Peuplier faux-tremble                | Quaking Aspen              | Populus tremuloides                  | Vert               | 0,350      | 14.8                              | 35                            |
| Peuplier faux-tremble                |                            | Populus tremuloides                  | 12.00%             | 0,380      | 29.3                              | 58                            |
| Tilleul d'Amérique                   | American Basswood          | Tilia americana                      | Vert               | 0,320      | 15.3                              | 34                            |
| Tilleul d'Amérique                   |                            | Tilia americana                      | 12.00%             | 0,370      | 32.6                              | 60                            |
| Hêtre à grandes feuilles             | American Beech             | Fagus grandifolia                    | Vert               | 0,560      | 24.5                              | 59                            |
| Hêtre à grandes feuilles             |                            | Fagus grandifolia                    | 12.00%             | 0,640      | 50.3                              | 103                           |
| Bouleau à papier                     | Paper Birch                | Betula papyrifera                    | Vert               | 0,480      | 16.3                              | 44                            |
| Bouleau à papier                     |                            | Betula papyrifera                    | 12.00%             | 0,550      | 39.2                              | 85                            |
| Bouleau flexible                     | Sweet Birch                | Betula lenta                         | Vert               | 0,600      | 25.8                              | 65                            |
| Bouleau flexible                     |                            | Betula lenta                         | 12.00%             | 0,650      | 58.9                              | 117                           |
| Bouleau jaune                        | Yellow Birch               | Betula alleghaniensis                | Vert               | 0,550      | 23.3                              | 57                            |
| Bouleau jaune                        |                            | Betula alleghaniensis                | 12.00%             | 0,620      | 56.3                              | 114                           |
| Noyer cendré                         | Butternut                  | Juglans cinerea                      | Vert               | 0,360      | 16.7                              | 37                            |
| Noyer cendré                         |                            | Juglans cinerea                      | 12.00%             | 0,380      | 36.2                              | 56                            |
| Cerisier d'automne                   | Black Cherry               | Prunus serotina                      | Vert               | 0,470      | 24.4                              | 55                            |
| Cerisier d'automne                   |                            | Prunus serotina                      | 12.00%             | 0,500      | 49                                | 85                            |
| Châtaignier d'Amérique               | American Chestnut          | Castanea dentata                     | Vert               | 0,400      | 17                                | 39                            |
| Châtaignier d'Amérique               |                            | Castanea dentata                     | 12.00%             | 0,430      | 36.7                              | 59                            |
| Peuplier baumier                     | Balsam Poplar Cottonwood   | Populus balsamifera                  | Vert               | 0,310      | 11.7                              | 27                            |
| Peuplier baumier                     |                            | Populus balsamifera                  | 12.00%             | 0,340      | 27.7                              | 47                            |
| Populus trichocarpa                  | Black Cottonwood           | Populus trichocarpa                  | Vert               | 0,310      | 15.2                              | 34                            |
| Populus trichocarpa                  |                            | Populus trichocarpa                  | 12.00%             | 0,350      | 31                                | 59                            |
| Liard                                | Eastern Cottonwood         | Populus deltoides                    | Vert               | 0,370      | 15.7                              | 37                            |
| Liard                                |                            | Populus deltoides                    | 12.00%             | 0,400      | 33.9                              | 59                            |
| Orme d'Amérique                      | American Elm               | Ulmus americana                      | Vert               | 0,460      | 20.1                              | 50                            |
| Orme d'Amérique                      |                            | Ulmus americana                      | 12.00%             | 0,500      | 38.1                              | 81                            |
| Orme liège                           | Rock Elm                   | Ulmus thomasii                       | Vert               | 0,570      | 26.1                              | 66                            |
| Orme liège                           |                            | Ulmus thomasii                       | 12.00%             | 0,630      | 48.6                              | 102                           |
| Orme rouge                           | Slippery Elm               | Ulmus rubra                          | Vert               | 0,480      | 22.9                              | 55                            |
| Orme rouge                           |                            | Ulmus rubra                          | 12.00%             | 0,530      | 43.9                              | 90                            |
| Micocoulier occidental               | Hackberry                  | Celtis occidentalis                  | Vert               | 0,490      | 18.3                              | 45                            |
| Micocoulier occidental               |                            | Celtis occidentalis                  | 12.00%             | 0,530      | 37.5                              | 76                            |
| Caryer cordiforme                    | Bitternut Hickory          | Carya cordiformis                    | Vert               | 0,600      | 31.5                              | 71                            |
| Caryer cordiforme                    |                            | Carya cordiformis                    | 12.00%             | 0,660      | 62.3                              | 118                           |
| Carya myristiciformis                | Nutmeg Hickory             | Carya myristiciformis                | Vert               | 0,560      | 27.4                              | 63                            |
| Carya myristiciformis                |                            | Carya myristiciformis                | 12.00%             | 0,600      | 47.6                              | 114                           |
| Pacanier                             | Pecan Hickory              | Carya illinoinensis                  | Vert               | 0,600      | 27.5                              | 68                            |
| Pacanier                             |                            | Carya illinoinensis                  | 12.00%             | 0,660      | 54.1                              | 94                            |
| Carya aquatica                       | Water Hickory              | Carya aquatica                       | Vert               | 0,610      | 32.1                              | 74                            |
| Carya aquatica                       |                            | Carya aquatica                       | 12.00%             | 0,620      | 59.3                              | 123                           |
| Carya tomentosa                      | Mockernut Hickory          | Carya tomentosa                      | Vert               | 0,640      | 30.9                              | 77                            |
| Carya tomentosa                      |                            | Carya tomentosa                      | 12.00%             | 0,720      | 61.6                              | 132                           |
| Caryer glabre                        | Pignut Hickory             | Carya glabra                         | Vert               | 0,660      | 33.2                              | 81                            |
| Caryer glabre                        |                            | Carya glabra                         | 12.00%             | 0,750      | 63.4                              | 139                           |
| Caryer ovale                         | Shagbark Hickory           | Carya ovata                          | Vert               | 0,640      | 31.6                              | 76                            |
| Caryer ovale                         |                            | Carya ovata                          | 12.00%             | 0,720      | 63.5                              | 139                           |
| Caryer lacinié                       | Shellbark Hickory          | Carya laciniosa                      | Vert               | 0,620      | 27                                | 72                            |
| Caryer lacinié                       |                            | Carya laciniosa                      | 12.00%             | 0,690      | 55.2                              | 125                           |
| Févier d'Amérique                    | Honeylocust                | Gleditsia triacanthos                | Vert               | 0,600      | 30.5                              | 70                            |
| Févier d'Amérique                    |                            | Gleditsia triacanthos                | 12.00%             | 0,600      | 51.7                              | 101                           |
| Robinier faux-acacia                 | Black Locust               | Robinia pseudoacacia                 | Vert               | 0,660      | 46.9                              | 95                            |
| Robinier faux-acacia                 |                            | Robinia pseudoacacia                 | 12.00%             | 0,690      | 70.2                              | 134                           |
| Magnolia acuminata                   | Cucumber Tree Magnolia     | Magnolia acuminata                   | Vert               | 0,440      | 21.6                              | 51                            |
| Magnolia acuminata                   |                            | Magnolia acuminata                   | 12.00%             | 0,480      | 43.5                              | 85                            |
| Magnolia à grandes fleurs            | Southern Magnolia          | Magnolia grandiflora                 | Vert               | 0,460      | 18.6                              | 47                            |
| Magnolia à grandes fleurs            |                            | Magnolia grandiflora                 | 12.00%             | 0,500      | 37.6                              | 77                            |
| Érable à grandes feuilles            | Bigleaf Maple              | Acer macrophyllum                    | Vert               | 0,440      | 22.3                              | 51                            |
| Érable à grandes feuilles            |                            | Acer macrophyllum                    | 12.00%             | 0,480      | 41                                | 74                            |
| Érable noir                          | Black Maple                | Acer nigrum                          | Vert               | 0,520      | 22.5                              | 54                            |
| Érable noir                          |                            | Acer nigrum                          | 12.00%             | 0,570      | 46.1                              | 92                            |
| Érable rouge                         | Red Maple                  | Acer rubrum                          | Vert               | 0,490      | 22.6                              | 53                            |
| Érable rouge                         |                            | Acer rubrum                          | 12.00%             | 0,540      | 45.1                              | 92                            |
| Érable argenté                       |                            | Acer saccharinum                     | Vert               | 0,440      | 17.2                              | 40                            |
| Érable argenté                       |                            | Acer saccharinum                     | 12.00%             | 0,470      | 36                                | 61                            |
| Érable à sucre                       | Sugar Maple                | Acer saccharum                       | Vert               | 0,560      | 27.7                              | 65                            |
| Érable à sucre                       |                            | Acer saccharum                       | 12.00%             | 0,630      | 54                                | 109                           |
| Quercus velutina                     | Black Red Oak              | Quercus velutina                     | Vert               | 0,560      | 23.9                              | 57                            |
| Quercus velutina                     |                            | Quercus velutina                     | 12.00%             | 0,610      | 45                                | 96                            |
| Quercus pagoda                       | Cherrybark Red Oak         | Quercus pagoda                       | Vert               | 0,610      | 31.9                              | 74                            |
| Quercus pagoda                       |                            | Quercus pagoda                       | 12.00%             | 0,680      | 60.3                              | 125                           |
| Quercus hemisphaerica                | Laurel Red Oak             | Quercus hemisphaerica                | Vert               | 0,560      | 21.9                              | 54                            |
| Quercus hemisphaerica                |                            | Quercus hemisphaerica                | 12.00%             | 0,630      | 48.1                              | 87                            |
| Chêne rouge d'Amérique               | Northern Red Oak           | Quercus rubra                        | Vert               | 0,560      | 23.7                              | 57                            |
| Chêne rouge d'Amérique               |                            | Quercus rubra                        | 12.00%             | 0,630      | 46.6                              | 99                            |
| Chêne des marais                     | Pin Red Oak                | Quercus palustris                    | Vert               | 0,580      | 25.4                              | 57                            |
| Chêne des marais                     |                            | Quercus palustris                    | 12.00%             | 0,630      | 47                                | 97                            |
| Chêne écarlate                       | Scarlet Red Oak            | Quercus coccinea                     | Vert               | 0,600      | 28.2                              | 72                            |
| Chêne écarlate                       |                            | Quercus coccinea                     | 12.00%             | 0,670      | 57.4                              | 120                           |
| Quercus falcata                      | Southern Red Oak           | Quercus falcata                      | Vert               | 0,520      | 20.9                              | 48                            |
| Quercus falcata                      |                            | Quercus falcata                      | 12.00%             | 0,590      | 42                                | 75                            |
| Quercus nigra                        | Water Red Oak              | Quercus nigra                        | Vert               | 0,560      | 25.8                              | 61                            |
| Quercus nigra                        |                            | Quercus nigra                        | 12.00%             | 0,630      | 46.7                              | 106                           |
| Quercus phellos                      | Willow Red Oak             | Quercus phellos                      | Vert               | 0,560      | 20.7                              | 51                            |
| Quercus phellos                      |                            | Quercus phellos                      | 12.00%             | 0,690      | 48.5                              | 100                           |
| Quercus macrocarpa                   | Bur White Oak              | Quercus macrocarpa                   | Vert               | 0,580      | 22.7                              | 50                            |
| Quercus macrocarpa                   |                            | Quercus macrocarpa                   | 12.00%             | 0,640      | 41.8                              | 71                            |
| Quercus montana                      | Chestnut White Oak         | Quercus montana                      | Vert               | 0,570      | 24.3                              | 55                            |
| Quercus montana                      |                            | Quercus montana                      | 12.00%             | 0,660      | 47.1                              | 92                            |
| Quercus virginiana                   | Live White Oak             | Quercus virginiana                   | Vert               | 0,800      | 37.4                              | 82                            |
| Quercus virginiana                   |                            | Quercus virginiana                   | 12.00%             | 0,880      | 61.4                              | 127                           |
| Quercus lyrata                       | Overcup White Oak          | Quercus lyrata                       | Vert               | 0,570      | 23.2                              | 55                            |
| Quercus lyrata                       |                            | Quercus lyrata                       | 12.00%             | 0,630      | 42.7                              | 87                            |
| Chêne étoilé                         | Post White Oak             | Quercus stellata                     | Vert               | 0,600      | 24                                | 56                            |
| Chêne étoilé                         |                            | Quercus stellata                     | 12.00%             | 0,670      | 45.3                              | 91                            |
| Quercus michauxii                    | Swamp Chestnut White Oak   | Quercus michauxii                    | Vert               | 0,600      | 24.4                              | 59                            |
| Quercus michauxii                    |                            | Quercus michauxii                    | 12.00%             | 0,670      | 50.1                              | 96                            |
| Chêne bicolore                       | Swamp White Oak            | Quercus bicolor                      | Vert               | 0,640      | 30.1                              | 68                            |
| Chêne bicolore                       |                            | Quercus bicolor                      | 12.00%             | 0,720      | 59.3                              | 122                           |
| Chêne blanc                          | White Oak                  | Quercus alba                         | Vert               | 0,600      | 24.5                              | 57                            |
| Chêne blanc                          |                            | Quercus alba                         | 12.00%             | 0,680      | 51.3                              | 105                           |
| Laurier des Iroquois                 | Sassafras                  | Sassafras albidum                    | Vert               | 0,420      | 18.8                              | 41                            |
| Laurier des Iroquois                 |                            | Sassafras albidum                    | 12.00%             | 0,460      | 32.8                              | 62                            |
| Copalme d'Amérique                   | Sweetgum                   | Liquidambar styraciflua              | Vert               | 0,460      | 21                                | 49                            |
| Copalme d'Amérique                   |                            | Liquidambar styraciflua              | 12.00%             | 0,520      | 43.6                              | 86                            |
| Platane d'Amérique                   | American Sycamore          | Platanus occidentalis                | Vert               | 0,460      | 20.1                              | 45                            |
| Platane d'Amérique                   |                            | Platanus occidentalis                | 12.00%             | 0,490      | 37.1                              | 69                            |
| Tanoak                               | Tanoak                     | Notholithocarpus densiflorus         | Vert               | 0,580      | 32.1                              | 72                            |
| Tanoak                               |                            | Notholithocarpus densiflorus         | 12.00%             | 0,580      | 32.1                              | 72                            |
| Tupelo noir                          | Black Tupelo               | Nyssa sylvatica                      | Vert               | 0,460      | 21                                | 48                            |
| Tupelo noir                          |                            | Nyssa sylvatica                      | 12.00%             | 0,500      | 38.1                              | 66                            |
| Tupelo aquatique                     | Water Tupelo               | Nyssa aquatica                       | Vert               | 0,460      | 23.2                              | 50                            |
| Tupelo aquatique                     |                            | Nyssa aquatica                       | 12.00%             | 0,500      | 40.8                              | 66                            |
| Noyer noir                           | Black Walnut               | Juglans nigra                        | Vert               | 0,510      | 29.6                              | 66                            |
| Noyer noir                           |                            | Juglans nigra                        | 12.00%             | 0,550      | 52.3                              | 101                           |
| Saule noir                           | Black Willow               | Salix nigra                          | Vert               | 0,360      | 14.1                              | 33                            |
| Saule noir                           |                            | Salix nigra                          | 12.00%             | 0,390      | 28.3                              | 54                            |
| Tulipier de Virginie                 | Yellow Poplar              | Liriodendron tulipifera              | Vert               | 0,400      | 18.3                              | 41                            |
| Tulipier de Virginie                 |                            | Liriodendron tulipifera              | 12.00%             | 0,420      | 38.2                              | 70                            |
| Cyprès chauve                        | Baldcypress                | Taxodium distichum                   | Vert               | 0,420      | 24.7                              | 46                            |
| Cyprès chauve                        |                            | Taxodium distichum                   | 12.00%             | 0,460      | 43.9                              | 73                            |
| Chamaecyparis thyoides               | Atlantic White Cedar       | Chamaecyparis thyoides               | Vert               | 0,310      | 16.5                              | 32                            |
| Chamaecyparis thyoides               |                            | Chamaecyparis thyoides               | 12.00%             | 0,320      | 32.4                              | 47                            |
| Genévrier de Virginie                | Eastern Redcedar           | Juniperus virginiana                 | Vert               | 0,440      | 24.6                              | 48                            |
| Genévrier de Virginie                |                            | Juniperus virginiana                 | 12.00%             | 0,470      | 41.5                              | 61                            |
| Calocèdre                            | Incense Cedar              | Calocedrus decurrens                 | Vert               | 0,350      | 21.7                              | 43                            |
| Calocèdre                            |                            | Calocedrus decurrens                 | 12.00%             | 0,370      | 35.9                              | 55                            |
| Thuya occidental                     | Northern White Cedar       | Thuja occidentalis                   | Vert               | 0,290      | 13.7                              | 29                            |
| Thuya occidental                     |                            | Thuja occidentalis                   | 12.00%             | 0,310      | 27.3                              | 45                            |
| Cyprès de Lawson                     | Port Orford Cedar          | Chamaecyparis lawsoniana             | Vert               | 0,390      | 21.6                              | 45                            |
| Cyprès de Lawson                     |                            | Chamaecyparis lawsoniana             | 12.00%             | 0,430      | 43.1                              | 88                            |
| Thuya géant                          | Western Redcedar           | Thuja plicata                        | Vert               | 0,310      | 19.1                              | 35.9                          |
| Thuya géant                          |                            | Thuja plicata                        | 12.00%             | 0,320      | 31.4                              | 51.7                          |
| Cyprès de Nootka                     | Yellow Cedar               | Cupressus nootkatensis               | Vert               | 0,420      | 21                                | 44                            |
| Cyprès de Nootka                     |                            | Cupressus nootkatensis               | 12.00%             | 0,440      | 43.5                              | 77                            |
| Pseudotsuga menziesii var. menziesii | Coast Douglas Fir          | Pseudotsuga menziesii var. menziesii | Vert               | 0,450      | 26.1                              | 53                            |
| Pseudotsuga menziesii var. menziesii |                            | Pseudotsuga menziesii var. menziesii | 12.00%             | 0,480      | 49.9                              | 85                            |
| Douglas vert                         | Interior West Douglas Fir  | Pseudotsuga Menziesii                | Vert               | 0,460      | 26.7                              | 53                            |
| Douglas vert                         |                            | Pseudotsuga Menziesii                | 12.00%             | 0,500      | 51.2                              | 87                            |
| Pseudotsuga menziesii var. glauca    | Interior North Douglas Fir | Pseudotsuga menziesii var. glauca    | Vert               | 0,450      | 23.9                              | 51                            |
| Pseudotsuga menziesii var. glauca    |                            | Pseudotsuga menziesii var. glauca    | 12.00%             | 0,480      | 47.6                              | 90                            |
| Pseudotsuga lindleyana               | Interior South Douglas Fir | Pseudotsuga lindleyana               | Vert               | 0,430      | 21.4                              | 47                            |
| Pseudotsuga lindleyana               |                            | Pseudotsuga lindleyana               | 12.00%             | 0,460      | 43                                | 82                            |
| Sapin baumier                        | Balsam Fir                 | Abies balsamea                       | Vert               | 0,330      | 18.1                              | 38                            |
| Sapin baumier                        |                            | Abies balsamea                       | 12.00%             | 0,350      | 36.4                              | 63                            |
| Sapin rouge                          | California Red Fir         | Abies magnifica                      | Vert               | 0,360      | 19                                | 40                            |
| Sapin rouge                          |                            | Abies magnifica                      | 12.00%             | 0,380      | 37.6                              | 72.4                          |
| Sapin de Vancouver                   | Grand Fir                  | Abies grandis                        | Vert               | 0,350      | 20.3                              | 40                            |
| Sapin de Vancouver                   |                            | Abies grandis                        | 12.00%             | 0,370      | 36.5                              | 61.4                          |
| Sapin noble                          | Noble Fir                  | Abies procera                        | Vert               | 0,370      | 20.8                              | 43                            |
| Sapin noble                          |                            | Abies procera                        | 12.00%             | 0,390      | 42.1                              | 74                            |
| Sapin gracieux                       | Pacific Silver Fir         | Abies amabilis                       | Vert               | 0,400      | 21.6                              | 44                            |
| Sapin gracieux                       |                            | Abies amabilis                       | 12.00%             | 0,430      | 44.2                              | 75                            |
| Sapin subalpin                       | Subalpine Fir              | Abies lasiocarpa                     | Vert               | 0,310      | 15.9                              | 34                            |
| Sapin subalpin                       |                            | Abies lasiocarpa                     | 12.00%             | 0,320      | 33.5                              | 59                            |
| Sapin du Colorado                    | White Fir                  | Abies concolor                       | Vert               | 0,370      | 20                                | 41                            |
| Sapin du Colorado                    |                            | Abies concolor                       | 12.00%             | 0,390      | 40                                | 68                            |
| Pruche du Canada                     | Eastern Hemlock            | Tsuga canadensis                     | Vert               | 0,380      | 21.2                              | 44                            |
| Pruche du Canada                     |                            | Tsuga canadensis                     | 12.00%             | 0,400      | 37.3                              | 61                            |
| Pruche subalpine                     | Mountain Hemlock           | Tsuga mertensiana                    | Vert               | 0,420      | 19.9                              | 43                            |
| Pruche subalpine                     |                            | Tsuga mertensiana                    | 12.00%             | 0,450      | 44.4                              | 79                            |
| Pruche de l'Ouest                    | Western Hemlock            | Tsuga heterophylla                   | Vert               | 0,420      | 23.2                              | 46                            |
| Pruche de l'Ouest                    |                            | Tsuga heterophylla                   | 12.00%             | 0,450      | 49                                | 78                            |
| Mélèze de l'Ouest                    | Western Larch              | Larix occidentalis                   | Vert               | 0,480      | 25.9                              | 53                            |
| Mélèze de l'Ouest                    |                            | Larix occidentalis                   | 12.00%             | 0,520      | 52.5                              | 90                            |
| Pin blanc                            | Eastern White Pine         | Pinus strobus                        | Vert               | 0,340      | 16.8                              | 34                            |
| Pin blanc                            |                            | Pinus strobus                        | 12.00%             | 0,350      | 33.1                              | 59                            |
| Pin gris                             | Jack Pine                  | Pinus banksiana                      | Vert               | 0,400      | 20.3                              | 41                            |
| Pin gris                             |                            | Pinus banksiana                      | 12.00%             | 0,430      | 39                                | 68                            |
| Pin taeda                            | Loblolly Pine              | Pinus taeda                          | Vert               | 0,470      | 24.2                              | 50                            |
| Pin taeda                            |                            | Pinus taeda                          | 12.00%             | 0,510      | 49.2                              | 88                            |
| Pin tordu                            | Lodgepole Pine             | Pinus contorta                       | Vert               | 0,380      | 18                                | 38                            |
| Pin tordu                            |                            | Pinus contorta                       | 12.00%             | 0,410      | 37                                | 65                            |
| Pin des marais                       | Longleaf Pine              | Pinus palustris                      | Vert               | 0,540      | 29.8                              | 59                            |
| Pin des marais                       |                            | Pinus palustris                      | 12.00%             | 0,590      | 58.4                              | 100                           |
| Pin rigide                           | Pitch Pine                 | Pinus rigida                         | Vert               | 0,470      | 20.3                              | 47                            |
| Pin rigide                           |                            | Pinus rigida                         | 12.00%             | 0,520      | 41                                | 74                            |
| Pinus serotina                       | Pond Pine                  | Pinus serotina                       | Vert               | 0,510      | 25.2                              | 51                            |
| Pinus serotina                       |                            | Pinus serotina                       | 12.00%             | 0,560      | 52                                | 80                            |
| Pin ponderosa                        | Ponderosa Pine             | Pinus ponderosa                      | Vert               | 0,380      | 16.9                              | 35                            |
| Pin ponderosa                        |                            | Pinus ponderosa                      | 12.00%             | 0,400      | 36.7                              | 65                            |
| Pin rouge                            | Red Pine                   | Pinus resinosa                       | Vert               | 0,410      | 18.8                              | 40                            |
| Pin rouge                            |                            | Pinus resinosa                       | 12.00%             | 0,460      | 41.9                              | 76                            |
| Pinus clausa                         | Sand Pine                  | Pinus clausa                         | Vert               | 0,460      | 23.7                              | 52                            |
| Pinus clausa                         |                            | Pinus clausa                         | 12.00%             | 0,480      | 47.7                              | 80                            |
| Pinus echinata                       | Shortleaf Pine             | Pinus echinata                       | Vert               | 0,470      | 24.3                              | 51                            |
| Pinus echinata                       |                            | Pinus echinata                       | 12.00%             | 0,510      | 50.1                              | 90                            |
| Pin d'Elliott                        | Slash Pine                 | Pinus elliottii                      | Vert               | 0,540      | 26.3                              | 60                            |
| Pin d'Elliott                        |                            | Pinus elliottii                      | 12.00%             | 0,590      | 56.1                              | 112                           |
| Pinus glabra                         | Spruce Pine                | Pinus glabra                         | Vert               | 0,410      | 19.6                              | 41                            |
| Pinus glabra                         |                            | Pinus glabra                         | 12.00%             | 0,440      | 39                                | 72                            |
| Pin à sucre                          | Sugar Pine                 | Pinus lambertiana                    | Vert               | 0,340      | 17                                | 34                            |
| Pin à sucre                          |                            | Pinus lambertiana                    | 12.00%             | 0,360      | 30.8                              | 57                            |
| Pinus virginiana                     | Virginia Pine              | Pinus virginiana                     | Vert               | 0,450      | 23.6                              | 50                            |
| Pinus virginiana                     |                            | Pinus virginiana                     | 12.00%             | 0,480      | 46.3                              | 90                            |
| Pin argenté                          | Western White Pine         | Pinus monticola                      | Vert               | 0,360      | 16.8                              | 32                            |
| Pin argenté                          |                            | Pinus monticola                      | 12.00%             | 0,380      | 34.7                              | 67                            |
| Séquoia sempervirent vieux           | Redwood Old Growth         | Sequoia sempervirens                 | Vert               | 0,380      | 29                                | 52                            |
| Séquoia sempervirent vieux           |                            | Sequoia sempervirens                 | 12.00%             | 0,400      | 42.4                              | 69                            |
| Séquoia sempervirent jeune           | Redwood New Growth         | Sequoia sempervirens                 | Vert               | 0,340      | 21.4                              | 41                            |
| Séquoia sempervirent jeune           |                            | Sequoia sempervirens                 | 12.00%             | 0,350      | 36                                | 54                            |
| Épinette noire                       | Black Spruce               | Picea mariana                        | Vert               | 0,380      | 19.6                              | 42                            |
| Épinette noire                       |                            | Picea mariana                        | 12.00%             | 0,460      | 41.1                              | 74                            |
| Épinette d'Engelmann                 | Engelmann Spruce           | Picea engelmannii                    | Vert               | 0,330      | 15                                | 32                            |
| Épinette d'Engelmann                 |                            | Picea engelmannii                    | 12.00%             | 0,350      | 30.9                              | 64                            |
| Épinette rouge                       | Red Spruce                 | Picea rubens                         | Vert               | 0,370      | 18.8                              | 41                            |
| Épinette rouge                       |                            | Picea rubens                         | 12.00%             | 0,400      | 38.2                              | 74                            |
| Épicéa de Sitka                      | Sitka Spruce               | Picea sitchensis                     | Vert               | 0,330      | 16.2                              | 34                            |
| Épicéa de Sitka                      |                            | Picea sitchensis                     | 12.00%             | 0,360      | 35.7                              | 65                            |
| Épinette blanche                     | White Spruce               | Picea glauca                         | Vert               | 0,370      | 17.7                              | 39                            |
| Épinette blanche                     |                            | Picea glauca                         | 12.00%             | 0,400      | 37.7                              | 68                            |
| Mélèze laricin                       | Tamarack Spruce            | Larix laricina                       | Vert               | 0,490      | 24                                | 50                            |
| Mélèze laricin                       |                            | Larix laricina                       | 12.00%             | 0,530      | 49.4                              | 80                            |

Propriétés du bambou,:
| Nom commun                 | Common name                   | Nom scientifique           | Teneur en humidité | Densité SG (kg/m3) | Résistance à la compression (MPa) | Résistance à la flexion (MPa) |
| Bambusa balcooa            | Balku bans                    | Bambusa balcooa            | vert               |                    | 45                                | 73.7                          |
| Bambusa balcooa            | Balku bans                    | Bambusa balcooa            | sec à l'air        |                    | 54.15                             | 81.1                          |
| Bambusa balcooa            | Balku bans                    | Bambusa balcooa            | 8.5                | 820                | 69                                | 151                           |
| Bambusa bambos             | Indian thorny bamboo          | Bambusa bambos             | 9.5                | 710                | 61                                | 143                           |
| Bambusa bambos             | Indian thorny bamboo          | Bambusa bambos             |                    |                    | 43.05                             | 37.15                         |
| Nodding Bamboo             | Nodding Bamboo                | Bambusa nutans             | 8                  | 890                | 75                                | 52.9                          |
| Nodding Bamboo             | Nodding Bamboo                | Bambusa nutans             | 87                 |                    | 46                                | 52.4                          |
| Nodding Bamboo             | Nodding Bamboo                | Bambusa nutans             | 12                 |                    | 85                                | 67.5                          |
| Nodding Bamboo             | Nodding Bamboo                | Bambusa nutans             | 88.3               |                    | 44.7                              | 88                            |
| Nodding Bamboo             | Nodding Bamboo                | Bambusa nutans             | 14                 |                    | 47.9                              | 216                           |
| Bambusa pervariabilis      | Clumping Bamboo               | Bambusa pervariabilis      |                    |                    | 45.8                              |                               |
| Bambusa pervariabilis      | Clumping Bamboo               | Bambusa pervariabilis      | 5                  |                    | 79                                | 80                            |
| Bambusa pervariabilis      | Clumping Bamboo               | Bambusa pervariabilis      | 20                 |                    | 35                                | 37                            |
| Bambusa polymorpha         | Burmese bamboo                | Bambusa polymorpha         | 95.1               |                    | 32.1                              | 28.3                          |
| Bambusa spinosa            |                               | Bambusa spinosa            | sec à l'air        |                    | 57                                | 51.77                         |
| Bambusa tulda              | Indian timber bamboo          | Bambusa tulda              | 73.6               |                    | 40.7                              | 51.1                          |
| Bambusa tulda              | Indian timber bamboo          | Bambusa tulda              | 11.9               |                    | 68                                | 66.7                          |
| Bambusa tulda              | Indian timber bamboo          | Bambusa tulda              | 8.6                | 910                | 79                                | 194                           |
| Dendrocalamus giganteus    | dragon bamboo                 | Dendrocalamus giganteus    | 8                  | 740                | 70                                | 193                           |
| Dendrocalamus hamiltonii   | Hamilton's bamboo             | Dendrocalamus hamiltonii   | 8.5                | 590                | 70                                | 89                            |
| Dendrocalamus membranaceus | White bamboo                  | Dendrocalamus membranaceus | 102                |                    | 40.5                              | 26.3                          |
| Gigantochloa apus          | String Bamboo                 | Gigantochloa apus          | 54.3               |                    | 24.1                              | 102                           |
| Gigantochloa apus          | String Bamboo                 | Gigantochloa apus          | 15.1               |                    | 37.95                             | 87.5                          |
| Gigantochloa atroviolacea  | Java Black Bamboo             | Gigantochloa atroviolacea  | 54                 |                    | 23.8                              | 92.3                          |
| Gigantochloa atroviolacea  | Java Black Bamboo             | Gigantochloa atroviolacea  | 15                 |                    | 35.7                              | 94.1                          |
| Gigantochloa atter         | Giant Atter                   | Gigantochloa atter         | 72.3               |                    | 26.4                              | 98                            |
| Gigantochloa atter         | Giant Atter                   | Gigantochloa atter         | 14.4               |                    | 31.95                             | 122.7                         |
| Gigantochloa macrostachya  |                               | Gigantochloa macrostachya  | 8                  | 960                | 71                                | 154                           |
| Guadua angustifolia        | American Narrow-Leaved Bamboo | Guadua angustifolia        |                    |                    | 42                                | 53.5                          |
| Guadua angustifolia        | American Narrow-Leaved Bamboo | Guadua angustifolia        |                    |                    | 63.6                              | 144.8                         |
| Guadua angustifolia        | American Narrow-Leaved Bamboo | Guadua angustifolia        |                    |                    | 86.3                              | 46                            |
| Guadua angustifolia        | American Narrow-Leaved Bamboo | Guadua angustifolia        |                    |                    | 77.5                              | 82                            |
| Guadua angustifolia        | American Narrow-Leaved Bamboo | Guadua angustifolia        | 15                 |                    | 56                                | 87                            |
| Guadua angustifolia        | American Narrow-Leaved Bamboo | Guadua angustifolia        |                    |                    | 63.3                              |                               |
| Guadua angustifolia        | American Narrow-Leaved Bamboo | Guadua angustifolia        |                    |                    | 28                                |                               |
| Guadua angustifolia        | American Narrow-Leaved Bamboo | Guadua angustifolia        |                    |                    | 56.2                              |                               |
| Guadua angustifolia        | American Narrow-Leaved Bamboo | Guadua angustifolia        |                    |                    | 38                                |                               |
| Melocanna baccifera        | Berry Bamboo                  | Melocanna baccifera        | 12.8               |                    | 69.9                              | 57.6                          |
| Phyllostachys bambusoides  | Japanese timber bamboo        | Phyllostachys bambusoides  |                    |                    | 51                                |                               |
| Phyllostachys bambusoides  | Japanese timber bamboo        | Phyllostachys bambusoides  | 8                  | 730                | 63                                |                               |
| Phyllostachys bambusoides  | Japanese timber bamboo        | Phyllostachys bambusoides  | 64                 |                    | 44                                |                               |
| Phyllostachys bambusoides  | Japanese timber bamboo        | Phyllostachys bambusoides  | 61                 |                    | 40                                |                               |
| Phyllostachys bambusoides  | Japanese timber bamboo        | Phyllostachys bambusoides  | 9                  |                    | 71                                |                               |
| Phyllostachys bambusoides  | Japanese timber bamboo        | Phyllostachys bambusoides  | 9                  |                    | 74                                |                               |
| Phyllostachys bambusoides  | Japanese timber bamboo        | Phyllostachys bambusoides  | 12                 |                    | 54                                |                               |
| Phyllostachys edulis       | Tortoise shell bamboo         | Phyllostachys edulis       |                    |                    | 44.6                              |                               |
| Phyllostachys edulis       | Tortoise shell bamboo         | Phyllostachys edulis       | 75                 |                    | 67                                |                               |
| Phyllostachys edulis       | Tortoise shell bamboo         | Phyllostachys edulis       | 15                 |                    | 71                                |                               |
| Phyllostachys edulis       | Tortoise shell bamboo         | Phyllostachys edulis       | 6                  |                    | 108                               |                               |
| Phyllostachys edulis       | Tortoise shell bamboo         | Phyllostachys edulis       | 0.2                |                    | 147                               |                               |
| Phyllostachys edulis       | Tortoise shell bamboo         | Phyllostachys edulis       | 5                  |                    | 117                               | 51                            |
| Phyllostachys edulis       | Tortoise shell bamboo         | Phyllostachys edulis       | 30                 |                    | 44                                | 55                            |
| Phyllostachys edulis       | Tortoise shell bamboo         | Phyllostachys edulis       | 12.5               | 603                | 60.3                              |                               |
| Phyllostachys edulis       | Tortoise shell bamboo         | Phyllostachys edulis       | 10.3               | 530                |                                   | 83                            |
| Phyllostachys praecox      | Early Bamboo                  | Phyllostachys praecox      | 28.5               | 827                | 79.3                              |                               |
| Thyrsostachys oliveri      | Oliveri                       | Thyrsostachys oliveri      | 53                 |                    | 46.9                              | 61.9                          |
| Thyrsostachys oliveri      | Oliveri                       | Thyrsostachys oliveri      | 7.8                |                    | 58                                | 90                            |

## Densité de l'arbre sur pied
La densité du bois est déterminée par des facteurs croissance et physiologiques multiples combinés en une caractéristique du bois assez facilement mesurable (Elliott 1970).
Pour un arbre sur pied l'âge, la sécheresse du sol, la situation plus élevée, l'exposition plus méridionale, le climat plus chaud tendent à accroître la densité. Dans un même arbre le bois du centre de la tige est plus dense que celui de l'extérieur (parfois c'est l'inverse); celui de la base plus dense que celui du sommet; et celui de la tige plus dense que celui des branches; excepté cependant chez les résineux où ces dernières contiennent beaucoup de résine. Toute cause en général qui tend à ralentir la végétation accroît la densité du bois aux dépens de la production. Les arbres qui ont cru en massif serré et à plus forte raison les arbres dominés ont un bois plus lourd, plus dur, plus compact, que ceux qui se sont développés rapidement en toute liberté,.
L'âge, le diamètre, la hauteur, la croissance radiale (tronc), l'emplacement géographique, le site et les conditions de croissance, le traitement sylvicole et la source de graines influencent tous dans une certaine mesure la densité du bois. Une variation est à prévoir. Au sein d'un même arbre, la variation de la densité du bois est souvent aussi grande, voire plus, que celle entre différents arbres (Timell 1986). 

### Variabilité dans le plan transversal
La densité du bois est corrélée à la production de bois d'été. Dans les régions où une saison froide provoque chaque année un arrêt de la végétation, les arbres s'accroissent par cernes successifs. Les conditions climatiques sont bonnes, l'anneau est épais; elles sont mauvaises, l'anneau est mince. Chaque cerne se compose de deux anneaux jointifs : un anneau clair à trachéides dilatées et membranes fines — le bois de printemps —, et un anneau sombre à trachéides étranglées et membranes épaisses, le bois d'été. Le passage du bois de printemps au bois d'été est progressif; celui du bois d'été au bois de printemps est tranché de par l'arrêt du métabolisme; l’enchainement des cernes est particulier à chaque essence d'arbre. Il est difficile de déterminer l'exacte responsabilité de chacun des facteurs climatiques dans la croissance de l'arbre ; qui consistent essentiellement en les précipitations, l'état hygrométrique de l'air ambiant, les températures et l'ensoleillement,.  La structure cellulaire de l'anneau de croissance détermine un accroissement progressif de la densité interne du tissu ligneux, en allant du bois de printemps de densité minimale, au bois d'été de densité maximale. La densité est toutefois moins variable que l’épaisseur des cernes, elle offre toutefois pour des disciplines comme la dendrochronologie et la dendroclimatologie, une alternative intéressante au comptage classique des cernes.

## Usage
Au Québec, les panneaux OSB sont fabriqués à partir d'essences de faible densité, comme le peuplier faux-tremble,.

## Records
Parmi les bois les plus denses on trouve Piratinera guianensis, Guaiacum officinale, Acacia peuce (en); le Livre Guinness des records renseigne Krugiodendron ferreum (en)comme le plus lourd au monde. 